# Coptocercus pretiosus
Coptocercus pretiosus là một loài bọ cánh cứng trong họ Cerambycidae.